# Мемориал лётчикам-черноморцам, совершившим таран
Мемориа́льный ко́мплекс лётчикам-черноморцам, совершившим таран — территория в сквере посёлка Кача города Севастополь c размещёнными на ней монументальными архитектурными сооружениями в честь лётчиков Черноморского флота, совершившим воздушные тараны в годы Великой Отечественной войны.

## Состав памятника
Мемориальный комплекс состоит из нескольких элементов, расположенных в сквере: обелиск с двумя стелами, памятник лётчикам Черноморского флота, совершившим воздушные тараны, монумент «Взлет», адмиралтейский якорь, как символ принадлежности лётчиков к морскому флоту, бюст дважды Героя Советского Союза Сафонова Б. Ф., бюсты Героев Советского Союза: Авдеева М. В., Алексеева К. С., Белозерова И. П., Борисова М. А., Войтенко С. Е., Герасимова Ф. Ф., Гриба М. И., Денисова К. Д., Зюзина Д. В., Иванова Я. М., Кисляка Н. А., Кологривова М. М., Литвинчука Б. М., Любимова И. С., Марченко И. Т., Мироненко А. А., Москаленко Г. В., Наржимского В. А., Наумова Н. А., Острякова Н. А., Рыжова Е. М., Севрюкова Л. И., Снесарева В. С., Старикова Д. А., Щербакова В. И. Бюст Иванова Я. М. — находится в доме офицеров флота в комнате Боевой славы.

## Памятник Лётчикам-черноморцам
На памятнике высечено: 1941—1945 Лётчикам-черноморцам Рыжову Е. М., Черевко Б. Г., Грек В. Ф., Катрову А. И., Беришвили И. С., Карасёву, Савва Н. И., Иванову Я. М., Чернопащенко В, Е., Севрюкову Л. И., Зиновьеву Н, К., Борисову М. А., Шапошникову Ф. Д., Мухину С. С., Калинину В. А., Воловодову Б. Н. — совершившим воздушные тараны. Их имена и подвиги будут сиять в веках!

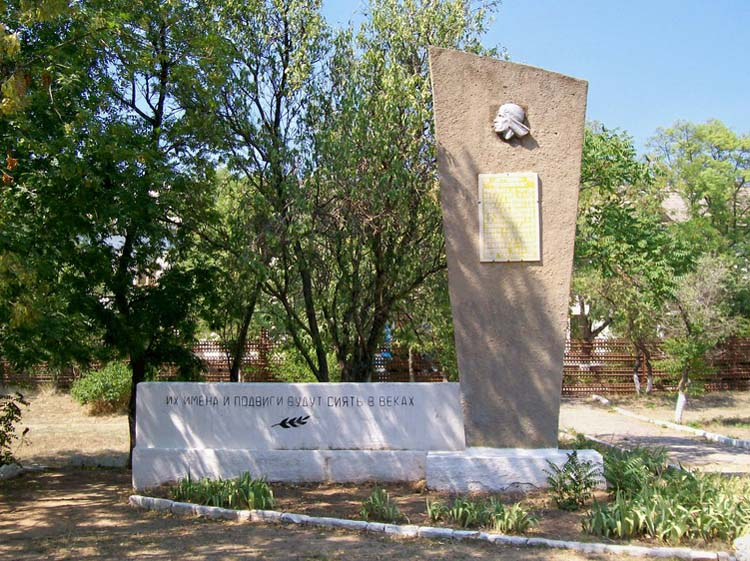
Общий вид
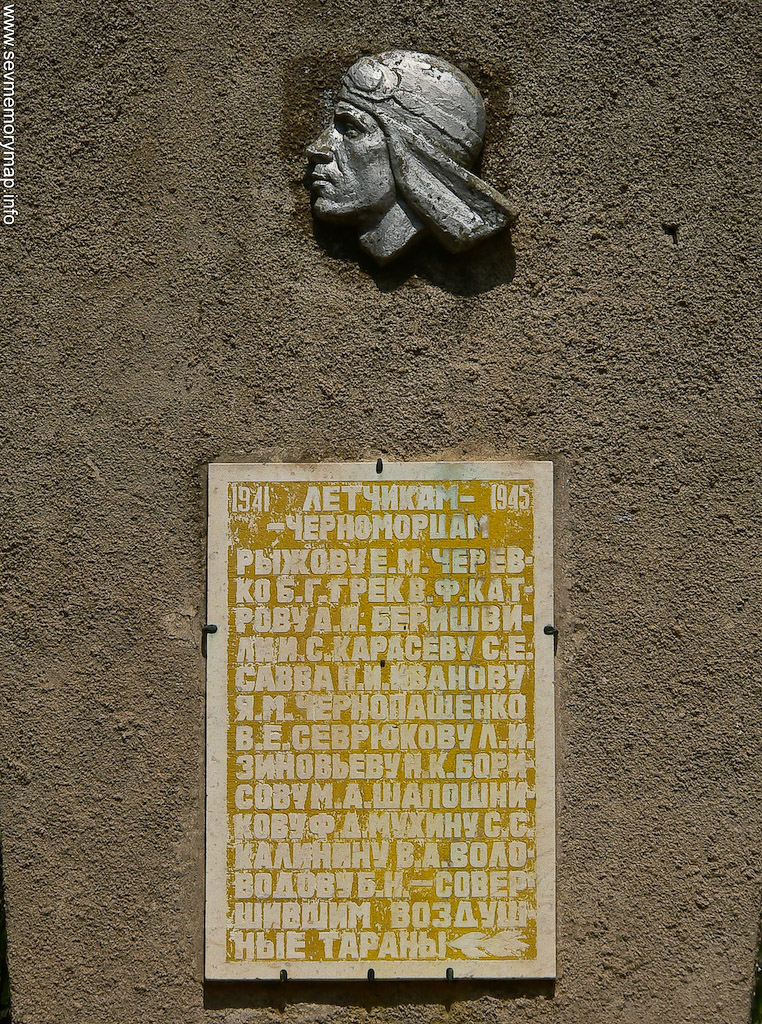
Памятник
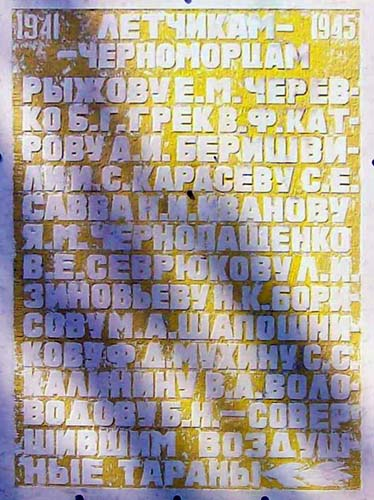
Имена героев